# أناليس إكليسياستيسي
الحوليات الكنسية (باللاتينية: Annales Ecclesiastici) (عنوانها الكامل الحوليات الكنسية منذ نشوء المسيح إلى 1198). تتألف من اثني عشر مجلدًا وهي عبارة عن تأريخ أول 12 قرنًا من الكنيسة المسيحية وكتبه الكاردينال سيزار بارونيوس.

## صور لغلاف الكتاب

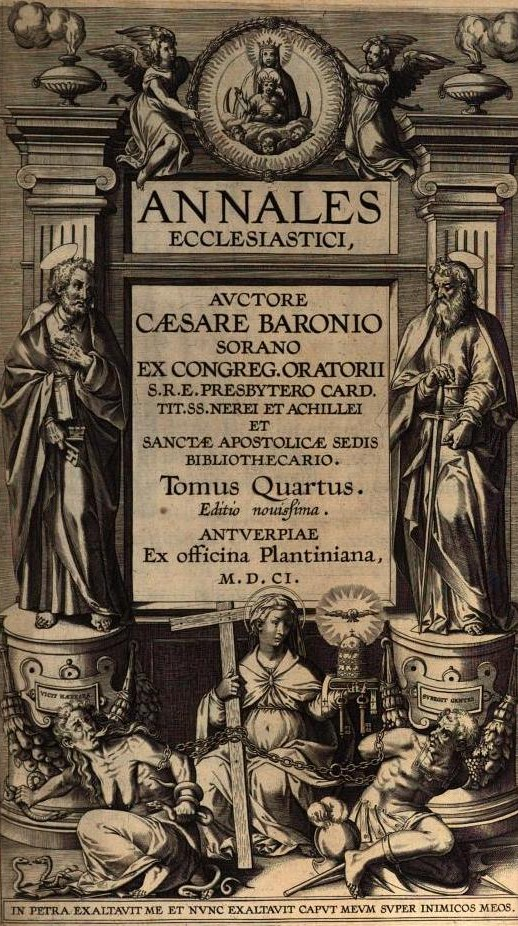
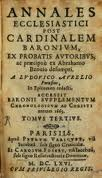